# Francis Boott
Francis Boott (26 tháng 9 năm 1792–25 tháng 12 năm 1863) là một bác sĩ và nhà thực vật học Hoa Kỳ định cư ở Đảo Anh từ năm 1820.

## Tiểu sử
Boott sinh ra ở Boston, Massachusetts, có quan hệ anh em với Kirk Boott, và là một trong những người sáng lập ra Lowell, Massachusetts. Ông theo học Trường Đại học Harvard vào năm 1806 và tốt nghiệp vào năm 1810.
Năm 19 tuổi, ông chuyển tới sống ở Derby thuộc Anh với một mục đích rõ ràng là trở thành một thương nhân, ông sinh sống tại đây ba năm sau đó, và trở nên ham thích môn thực vật học do ảnh hưởng của Lucy Hardcastle (người này có lẽ là con gái riêng của Erasmus Darwin). Ông trở về Hoa Kỳ vào năm 1814 để theo học thực vật học.
Ông quay lại Anh vào năm 1820 để học y khoa, lúc ban đầu là ở Luân Đôn nhưng sau đó là tại Đại học Edinburgh, và tốt nghiệp năm 1824. Vào năm 1820 ông kết hôn với Mary Hardcastle, con gái của John Hardcastle và như đã nói ở trên là Lucy Hardcastle. Ông thực hành y khoa ở Luân Đôn trong khoảng thời gian giữa năm 1825 và 1832. Ông hướng dẫn những kinh nghiệm của chính bản thân và giảng dạy thực vật học. Từ năm 1832 đến năm 1839 ông là thư ký của Hội Linnean.
Ông vẫn còn dành sự quan tâm đến y học và viết cho tờ The Lancet vào năm 1846 khi ông nghe từ người bạn của mình là Jacob Bigelow về cách sử dụng thuốc mê ether ở Hoa Kỳ. Thuốc gây mê được sử dụng lần đầu tiên ở Anh (trong một tiến trình nha khoa) là tại nhà ông ở số 24 Gower Street ngày 19 tháng 12 năm 1846. Điều này được tưởng nhớ bằng một tấm bảng đặt ở Trường Vệ sinh và Y khoa nhiệt đới Luân Đôn. Một vài ngày sau một cuộc phẫu thuật sử dụng ether làm chất gây mê được thực hiện bởi Robert Liston tại Bệnh viện của trường Đại học gần đó.
Ông qua đời vào ngày 25 tháng 12 năm 1863 với lý do chính là bệnh ở phổi bên phải, trong đó cso cả viêm phổi, tại nhà số 24 Đường Gower, Luân Đôn.